# Didaktik (dator)

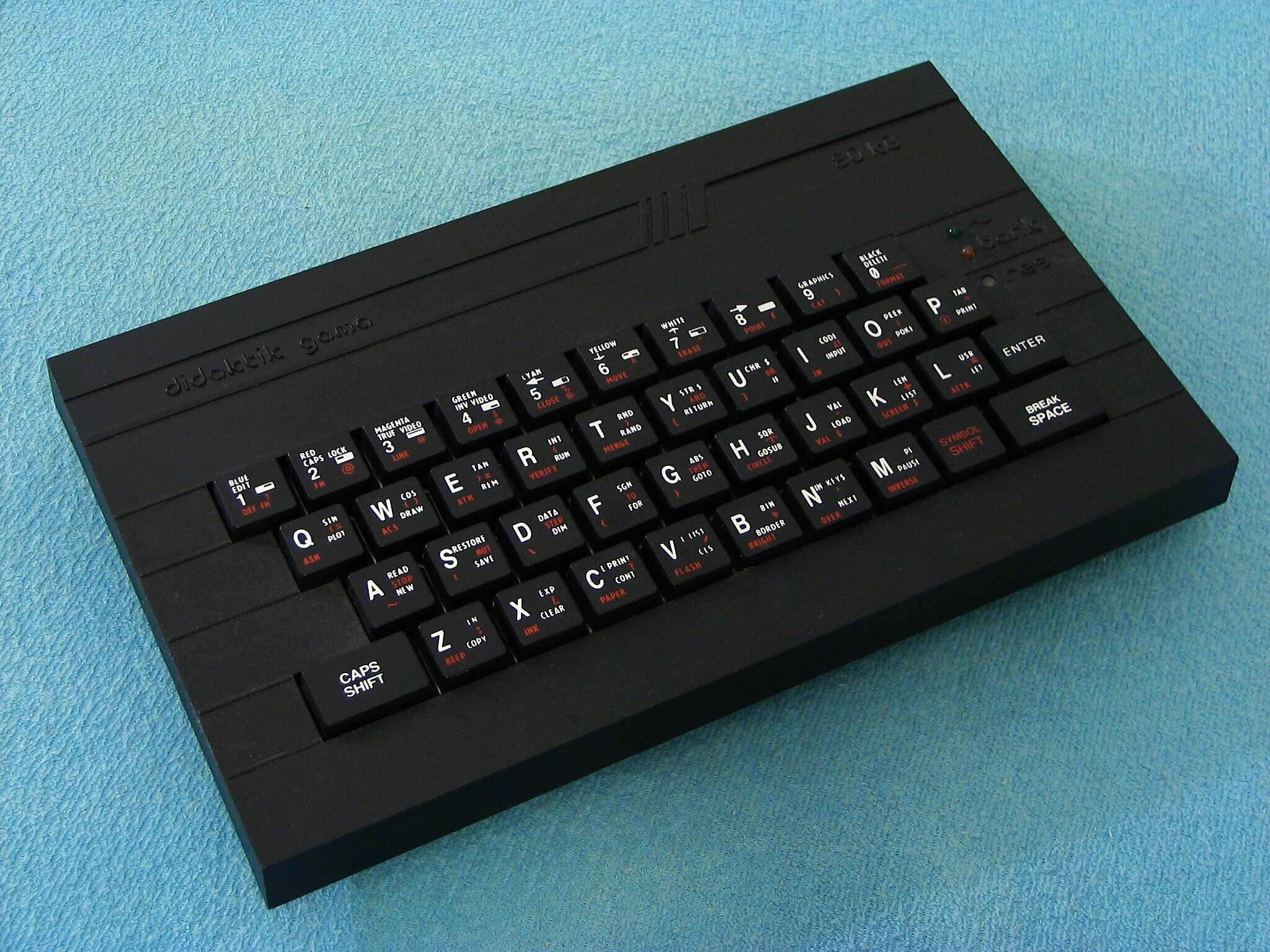
Didaktik Gama

Didaktik är en serie ZX Spectrum-kloner tillverkade i Tjeckoslovakien. Datorerna tillverkades i olika versioner från 1986 till 1994.